# Elisa Abascal Reyes
Elisa Del Pilar Abascal Reyes, född 18 maj 1973 i Chile, är en svensk före detta miljöpartistisk politiker, som mellan 1994 och 1998 var riksdagsledamot för Södermanlands läns valkrets. Abascal Reyes lämnade Miljöpartiet 2001.